# Amakihi de Kauai
Chlorodrepanis stejnegeri
Espèce
Statut de conservation UICN

 EN A2bce+3bce+4bce; B1ab(i,ii,iii,v)+2ab(i,ii,iii,v); C1+2a(ii) : En danger
L'Amakihi de Kauai (Chlorodrepanis stejnegeri) est une espèce d'oiseau de la famille des Fringillidae.

## Systématique
Le nom scientifique complet (avec auteur) de ce taxon est Chlorodrepanis stejnegeri (S.B.Wilson, 1890).
Ce taxon porte en français le nom vernaculaire ou normalisé suivant : Amakihi de Kauai.
Chlorodrepanis stejnegeri a pour synonymes :
- Hemignathus kauaiensis Pratt, 1989
- Himatione stejnegeri S.B.Wilson, 1890
- Viridonia stejnegeri subsp. stejnegeri
- Viridonia virens subsp. stejnegeri (S.B.Wilson, 1890)